# Nocario
Nocario är en kommun i departementet Haute-Corse på ön Korsika i Frankrike. Kommunen ligger i kantonen Orezza-Alesani som tillhör arrondissementet Corte. År 2022 hade Nocario 75 invånare.

## Befolkningsutveckling
Antalet invånare i kommunen Nocario
Referens:INSEE